# Johan Borgert
Leif Johan Borgert, född 8 juli 1978 i Säffle, men uppväxt i Falun, är en svensk sångare och artist, bosatt i Stockholm. Johan Borgert ges ut på skivbolaget NONS.

## Diskografi
Album
- Johan Borgert (2003)
- Johan Borgert & Holy Madre (2004)
- Holy Madre (2006)
- Nu är jag ett as (2010)

Singlar
- "Skott i hjärtat" (som sångare i Scott) (1997)
- "Fabriksslavarna" (2002)
- "Smal" (2003)
- "Jag tror jag heter Daniel ikväll" (2004)
- "Du ville betyda något för någon" (2005)
- "Hot om sex" (2010)
- "Smalfilm" (2010)
- Chefen är död (2020)
- Guld EP (2020)

Medverkar även på:
- 2006 – Brott & Straff - historier från ett kvinnofängelse i duett med Kajsa Grytt.